# Kościół Najświętszej Marii Panny Królowej Polski w Jakubowicach
Kościół Najświętszego Serca Pana Jezusa – drewniany, rzymskokatolicki kościół filialny, położony we wsi Jakubowice (gmina Byczyna). Kościół należy do parafii Nawiedzenia Najświętszej Maryi Panny w Polanowicach w dekanacie Wołczyn, diecezji kaliskiej. Kościół dnia 28 listopada 1953 roku, pod numerem 61/33, został wpisany do rejestru zabytków Narodowego Instytutu Dziedzictwa.

## Historia kościoła
Kościół w Jakubowicach, wybudowany został przez ewangelików w 1585 roku, z fundacji rodziny von Frankenberg. Po zakończeniu II wojny światowej został przekazany katolikom i wszedł w skład parafii w Polanowicach jako kościół filialny. W 1931 roku został odnowiony.
W 1960 roku usunięto ze świątyni część wyposażenia m.in.: 
- renesansowe obramienia drzwi do zakrystii,
- metalowego koguta nad prezbiterium,
- chorągiewki z datą "1931" na wieży.

W tym czasie odsłonięto w prezbiterium polichromię z kartuszami herbowymi. W latach 90. XX wieku naprawiono poszycie dachu.

## Architektura i wnętrze kościoła
Kościół to budowla jednonawowa o konstrukcji zrębowej, zbudowany na ceglanej podmurówce. Prezbiterium zakończone jest trójbocznie. Do niego przylega zakrystia z lożą kolatorską na piętrze, skierowaną do wnętrza kościoła prostokątnym wycięciem. Nawa jest szersza od prezbiterium, do niej przylega kwadratowa wieża o konstrukcji słupowej. 
Nawa, prezbiterium i zakrystia przykryte są jednym, wspólnym dachem. Trzykondygnacyjna wieża zwęża się ku górze i przykryta jest ośmiobocznym dachem ostrosłupowym. Strop nawy i prezbiterium są na jednym poziomie, zaokrąglone, posiada bogato dekorowane narożniki tęczy. Empora nad zakrystią jest otwarta do prezbiterium. Chór muzyczny wsparty jest na dwóch kwadratowych słupach. 
Ołtarz główny wykonany został w stylu regencyjnym (styl architektoniczny z okresu regencji Filipa Orleańskiego, zapowiadał nadejście rokoka). W kościele znajdują się również zabytkowe organy klasycystyczno–ludowe z przełomu XVIII i XIX wieku oraz barokowa chrzcielnica w kształcie anioła pochodząca z XVIII w.